# Alex Morgan
Alexandra "Alex" Patricia Morgan Carrasco (født 2. juli 1989) er en amerikansk fodboldspiller, olympisk guldmedaljevinder og verdensmester i fodbold. Hun spiller som angriber for San Diego Wave og USA's kvindefodboldlandshold. 

## Karriere
Kort tid efter Morgan dimitterede fra University of California, Berkeley, hvor hun spillede for California Golden Bears women's soccer, blev hun valgt til nummer et i WPS Draft 2011 af Western New York Flash. Der fik hun sin professionelle debut og hjalp holdet med at vinde ligamesterskabet.
Morgan, som var 22 år på det tidspunkt, var den yngste spiller på landsholdet ved VM i fodbold for kvinder 2011, hvor holdet vandt sølv. Ved sommer-OL 2012 i London scorede hun sejersmålet for USA i 123. minut i semifinalen mod Canada. 
Morgan afsluttede 2012 med 28 mål og 21 assists og blev sammen med Mia Hamm den eneste amerikanske kvinde, der havde scoret 20 mål og havde lavet 20 assists indenfor samme kalenderår. Hun blev den sjette og den yngste amerikanske spiller, der havde scoret 20 mål i et enkelt år. Hun fik efterfølgende hæderen som Årets kvindelige fodboldspiller i USA og var også en af FIFA World Player of the Year finalisterne.